# West Miami
West Miami – miasto w Stanach Zjednoczonych, w stanie Floryda, w hrabstwie Miami-Dade.